# Черкашина Лариса Євгенівна
Лари́са Євге́нівна Черка́шина (нар.1905, Любомль — пом.21 грудня 1962) — українська радянська письменниця, уродженка міста Любомля, що на Волині.

## Життєпис

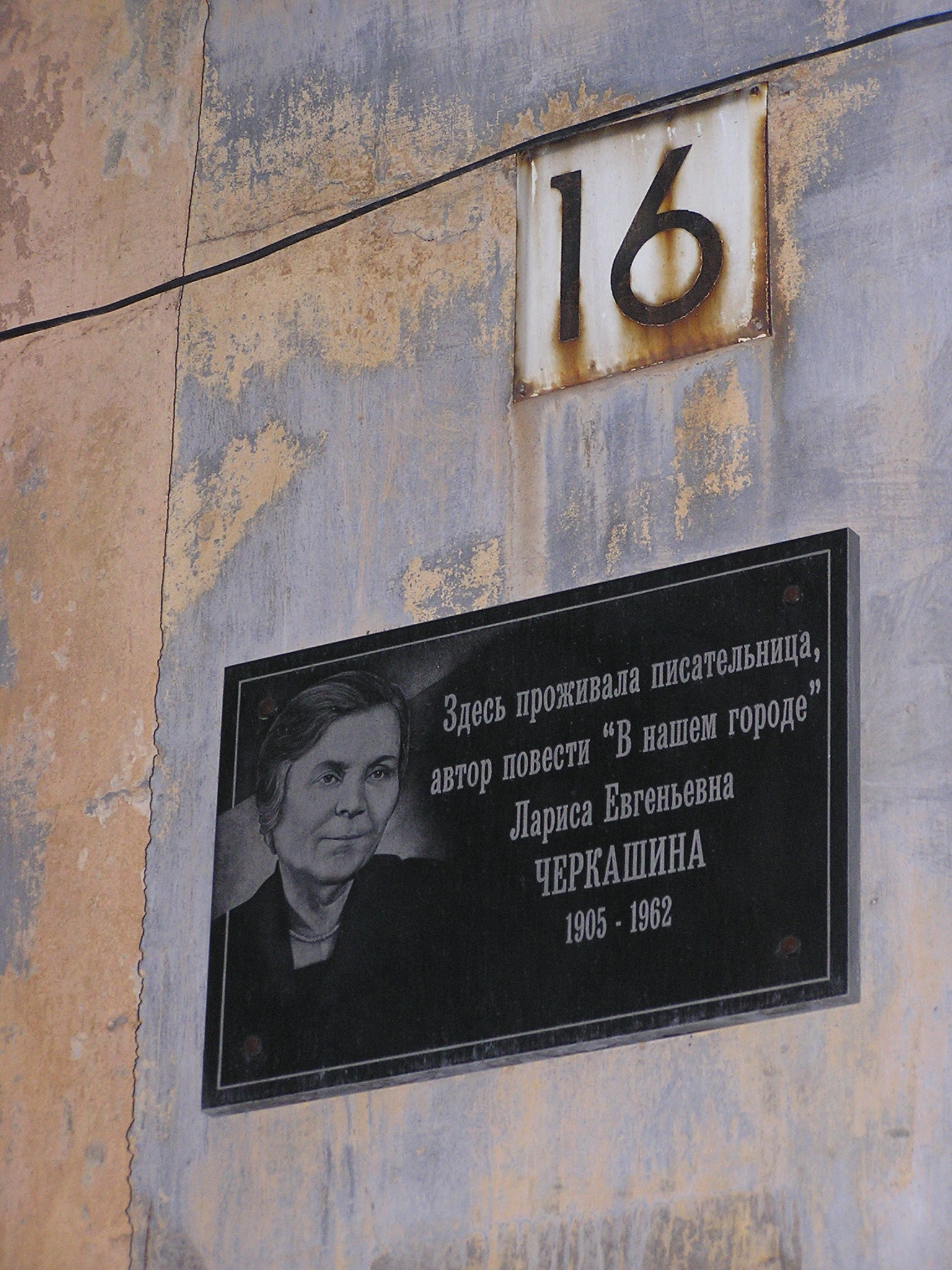
Донецьк. Меморіальна дошка на будинку, у якому жила Лариса Черкашина

Лариса Євгенівна народилася у 1905 році в місті Любомль на Волині. Навчалась у Ленінградському університеті, працювала журналістом.
З 1943 року жила в Донецьку, працювала відповідальним секретарем газети «Соціалістичний Донбас». Досліджувала діяльність комсомольсько-молодіжного підпілля в окупованому місті Сталіно і написала документальну повість «В нашем городе». Ларису Черкашину вибирали депутатом міської ради, вона була постійним членом комісії по культурі.
Писала російською мовою. Окремими виданнями вийшли книжки оповідань і повістей «Шахтерки»(1933), «В нашем городе» (1943), «Город шахтеров» (1951), «Донецкая быль» (1959), «В нашем городе» (1969).
У 1956 і 1957 роках вона відвідує рідну Волинь. Під впливом вражень від поїздки пише нариси «Учитель», «Сильні духом», повість «Орисина стежка», опрацьовує кілька легенд, записаних на Поліссі. Це — «Червоні Маки», «Озеро Світязь» та інші.
Померла 21 грудня 1962 року. Похована на Мушкетівському цвинтарі.